# Прейли (усадьба)
Прейльское поместье (нем. Prely, латыш. Preiļu muiža, пол. Pałac w Prelach) — комплекс памятников архитектуры государственного значения в латвийском городе Прейли, состоящий из усадьбы, каменной конюшни, двух въездных ворот, каменной ротонды и романтического ландшафтного парка площадью 41,2 га. До 1866 года он принадлежал семье графов фон Борх. После земельной реформы 1920 года он был национализирован.
Дворец Прейльского поместья построен в начале XIX века и позже перестроен сообразно распространившейся моде в неоготическом стиле (1860—1865).

## История

### Первые упоминания
В исторических источниках Прейли впервые упоминается в 1348 году, когда вассал Рижского архиепископа Н. Икскюль получил во владение эти земли, предоставленные его роду по ленному праву с XIII века. В 1382-м (или сведениям в 1472 г. округ Прейли арендовал вассал Ливонского ордена фон дер Борх. Берндт (Бернхард) фон дер Борх упомянут в документах как магистр Ливонского ордена (в 1471—1483 или в 1472-83 гг). Его племянник Симон прибыл в Ливонию в 1475 году и получил от дяди лен на Прейли. В 1491 году Симон был упомянут в составе посольства в Москву, последнее упоминание о нём относится к 1500 г., дата смерти неизвестна.
В 1534 г. магистр Ливонского ордена Вальтер фон Плеттенберг утвердил права на Прейли за сыном Симона фон дер Борха, Дидерихом. В 1544 г. он упоминается вместе с сыновьями Фабианом, Вальтером и Иоганном.
В 1551 г. Фабиан фон дер Борх получил от магистра Ливонского ордена Генриха фон Галена землю, примыкающую к Прейли с юга, вплоть до Аглоны. Таким образом, его владения расширились до 500 квадратных километров.
В 1561 г. Фабиан в составе посольства Ливонского ордена присутствовал при передаче Ливонии под юрисдикцию Польши с образованием Задвинского герцогства.
13 октября 1563 года польский король Сигизмунд Август подтвердил права фон дер Борха на все владения в Ливонии, а также утвердил его в графском достоинстве с графским гербом, в котором, в отличие от баронского, цвет поля сменился с серебряного на золотой.
В 1571 г. Фабиан был назначен старостой в Турайдский замок.

### Начало XIX века
В материалах инвентаризационной описи латгальских усадеб 1784 года упоминается деревянный дом мызы Прейли с плодовым садом. Вероятно, он находился на месте, где у бывшего парадного двора сохранился фундамент здания с каменными подвалами. Сохранившийся господский дворец был построен около 1806 года командором Мальтийского ордена графом Йозефом Генрихом фон дер Борхом (1753—1835). 20 сентября 1817 года была освящена часовня мызы Прейли. Под часовней находилась гробница для захоронения членов семьи фон дер Борх. В 1826 году вокруг усадебного замка был разбит парк площадью около 24 га.

### Конец XIX века
Сын Йозефа фон дер Борха Михаил Оспович (Михаэль Йозеф) Борх (1806—1881) перестроил усадьбу в 1860-х годах в популярном тогда польском неоготическом стиле. Предполагается, что авторами проекта были Г. Шахт и А. Бефецкий. В то же время старый парк реконструировали, значительно расширив его границы. На берегу мельничного пруда построена усадебная конюшня в стиле неоготики. В 1866 году М. Борх продал все свои владения вокруг Прейли и само местечко английскому послу, купцу Иоганну Генриху Фредрику (Фрейдрику), оставив за собой только часовню и домик привратника в усадьбе. В конце XIX века рядом с часовней были построены новые ворота из красного кирпича. С 1873 года поместьем владел Иоганн Унгерн-Штернберг, но фактически им управлял Ян Моль по доверенности. В 1891 году поместье купил посол России в Норвегии и Швеции Константин Гулькевич, а в 1910 году — немецкий помещик Карл Гиппиус.

### XX век
После аграрной реформы 1920 года поместье Прейли было национализировано и разделено, а в 1924 году во дворце открылась двухгодичная сельскохозяйственная школа, которая с 1939 года стала школой сельского и домашнего хозяйства. После освобождения Латвийской ССР от немецко-фашистских захватчиков в 1944 году школа была закрыта, а во дворце размещались различные учреждения. С 1945 по 1963 год в поместье располагалась Прейльская средняя школа № 1, затем Прейльская детская спортивная школа.
В феврале 1978 года в результате пожара была уничтожена верхняя часть здания, которая не была восстановлена. Постепенно рушилась и конюшня усадьбы, сохранились только стены. В 1985 году в домике привратника был открыт Прейльский музей истории и прикладного искусства.

### XXI век
В 2001 году была проведена консервация конюшни. В 2003 году городская дума Прейли вынесла решение о реконструкции усадьбы и парка, которое осталось невыполненным. По проекту отреставрированный дворец предназначался для размещения краевого музея, кафе и других помещений.
В 2007—2008 годах в часовне Прейльского поместья проводились археологические раскопки под руководством археолога Антонии Вилцане. При раскопках был обнаружен фрагмент облачения командора Мальтийского ордена, владельца поместья Прейли Иосифа Ивановича Борха. Найденный фрагмент костюма уникален — это одна из редкостей XVIII века в Прибалтике. Фрагмент костюма был отреставрирован.
В 2016 году было решено начать реконструкцию Прейльского дворца. На первом этапе проекта, в 2017 году, был отремонтирован фасад здания, заменена крыша, парк очищен от подлеска. На втором этапе, к декабрю 2019 года, планировалось изготовление и установка окон и дверей здания, просушивание наружных стен здания изнутри и их частичное утепление, реставрация стен и проемов. Работы выполняет SIA «Preiļu celtnieks», сумма контракта составляет 418 658 евро.

## Описание дворца и парка

### Дворец
В здании два этажа.
Внутренние помещения здания были обшиты дубовыми панелями, имели декоративные лепные украшения, создававшие романтический интерьер.
Подъездная дорога к дворцу шла с западной стороны, с Динабургской улицы, и была украшена аллеей из четырёх рядов деревьев и белокаменными воротами. Ещё одни ворота, из красного кирпича, находились с южной стороны, откуда начиналась дорога в Аглону.

### Усадебный парк
Усадебный парк выделялся элементами регулярной планировки и гармоничными архитектурными акцентами. Перед замком были посажены пять подвидов лип и ореховые деревья, различные подвиды ясеня, клёны, тополя, родовой дуб Борхов и груша. Весь парк пересекают каналы и ручьи разных размеров, омывающие насыпные искусственные острова и «Холм любви». Парк был окружен рвами глубиной 3-4 метра и каменной стеной.

### Часовня
Часовня Прейльского поместья построена на месте старой деревянной церкви и кладбища по проекту архитектора парка. Здание построено из валунов и выполнено в виде ротонды, фасад украшают четыре колонны. Изящное верхнее строение часовни использовалось как мемориал и место для богослужений, а семейная усыпальница была устроена под землей. Скорее всего, часовня Прейли была спроектирована итальянцем Винченцо Макоти, он же построил замок и часовню мызы Варакляны. В часовне имелся балкон для хора. После образования Латвийской социалистической советской республики в 1919 году большевики разрушили часовню и гробницы в поисках сокровищ. Позже в часовне был устроен рабочий клуб.
Прейльская католическая церковь восстановила алтарь в 1920-х годах, в часовне проводились службы. В Латвийской ССР часовня была разрушена и заброшена, в 1995 году Прейльская римско-католическая церковь вернула себе права собственности на здание. В настоящее время часовня восстановлена, в ней размещены репродукции классических произведений живописи — художников Леонардо да Винчи, Боттичелли, Микеланджело, Кoрреджо, Мурильо, Рембрандта и гипсовые женские скульптуры латвийского скульптора старшего поколения Эви Упениеце.

### Конюшня
Конюшня усадьбы построена в неоготическом стиле на краю мельничного пруда. Она состояла из трех соединённых между собой корпусов, углы которых украшали башни. Обрамление окон и деревянные головы лошадей в центре портика подчеркивали романтический характер постройки.
Здание конюшни обрушилось, сохранились только стены.